# Outes
Outes è un comune spagnolo di 7 192 abitanti situato nella comunità autonoma della Galizia. Il suo territorio è attraversato dal fiume Tambre.